# 迺莲海葵属
迺莲海葵属（学名：Nailiana）是在中國澄江生物群發現的基幹刺絲胞動物。該物種於2021年發表，其標本包含已知最早的多細胞動物捕食行為的直接證據。

## 描述
迺蓮海葵的形態接近現代海葵，體呈圓柱狀，其中一端有清晰的圓形口部，口盤周圍環繞著八條修長、不分支的觸手。軀幹表面有多條間隔緊密的縱向凹槽，可能是其腸繫膜的痕跡。其中一枚標本的觸手基部裹挾著一隻保存完整的腕足動物玉案山舌孔貝（Lingulellotreta yuanshanensis），其殼體下部的假鉸合面及肉莖位於迺蓮海葵的消化腔內，兩者為捕食與被捕食的關係，是目前化石紀錄中已知最早的宏噬捕食行為直接證據。